# Íris (piłkarz)
Íris, właśc. Íris Pereira de Souza (ur. 12 lutego 1945 w Itapitanga) – piłkarz brazylijski, występujący na pozycji pomocnika.

## Kariera klubowa
Karierę piłkarską rozpoczął w klubie Bangu AC w 1961 roku. W latach 1962–1965 i 1966 był zawodnikiem Fluminense FC. Z Fluminense zdobył mistrzostwo stanu Rio de Janeiro – Campeonato Carioca w 1964 roku. W 1965 roku występował w Santosie FC i Corinthians Paulista. W 1966 roku występował w Campo Grande AC.

## Kariera reprezentacyjna
W 1964 roku uczestniczył w Igrzyskach Olimpijskich w Tokio. Na turnieju Íris był rezerwowym zawodnikiem i nie wystąpił w żadnym meczu.
W 1963 roku uczestniczył w Igrzyskach Panamerykańskich, które Brazylia wygrała. Íris na igrzyskach wystąpił we wszystkich czterech meczach z Urugwajem, USA, Chile i Argentyną.